# Mittenunionen
Mittenunionen (italienska: Unione di Centro, UdC), fram till 2008 kallades Unionen av krist- och centrumdemokrater (italienska: Unione dei Democratici Cristiani e di Centro, UDC), är ett kristdemokratiskt politiskt parti i Italien, bildat den 6 december 2002 genom samgående mellan partierna 
Kristdemokratiskt centrum (CCD), Cristiani Democratici Uniti (CDU) och Democrazia Europea (DE). 
Unionen av krist- och centrumdemokrater deltog i parlamentsvalet 2006 i valalliansen Frihetens hus men var inför valet 2008 med och bildade den nya valalliansen med Rosa Bianca istället.